# ブッカー・T・ワシントン

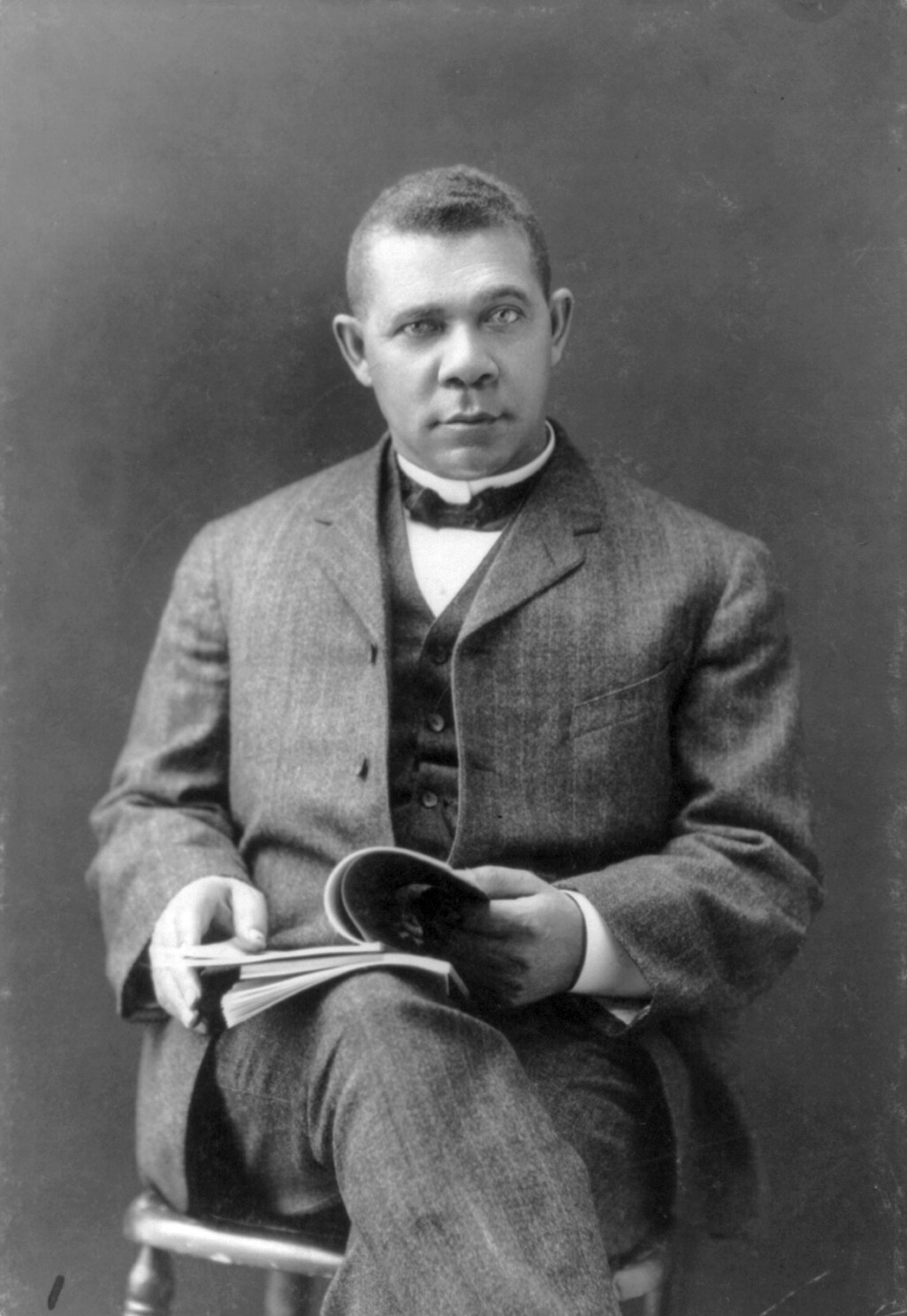
ブッカー・タリフェーロ・ワシントン

ブッカー・トリヴァー・ワシントン (英: Booker Taliaferro Washington [ˈtɒlɪvər], 1856年4月5日 - 1915年11月15日）は、アメリカ合衆国の教育者、作家。
ワシントンはバージニア州フランクリン郡のヘイルズ・フォードで生まれた。彼は母親と共に奴隷制から解放された後、バージニア東部のハンプトンに設立される教員養成学校で学ぶためウェストバージニア州から東へ向かった。
後年彼は著名な教育者となり、19世紀後半から20世紀前半にかけてアメリカ合衆国におけるアフリカ系アメリカ人の間で人気のあるスポークスマンとして活動した。彼は「調停者 accommodator」の愛称で呼ばれた。白人と協力し、裕福な慈善家からの支援を得た彼の仕事は、多数の小さな地域の学校と、南部の至る所で黒人のための高等教育機関を設立、運営することを支援した。

## 教育
ブッカー・T・ワシントンは、バージニア州フランクリン郡のロアノークから約35マイル南東にあるヘイルズ・フォード、ピードモント地域の小さなコミュニティーで奴隷として生まれた。南北戦争後に奴隷解放宣言が発せられ、彼は母親のジェーンと共にウェストバージニア州で塩の荷造り人として働き、学校にも通った。
16歳で彼はバージニア州を横断しハンプトン・ローズの近くのエリザベス・シティ郡でハンプトン師範・農業大学(今のハンプトン大学)に入学するため臨時の仕事を働いた。同大学は黒人の教師を養成するために設立され、その設立にはウィリアム・ジャクソン・パーマーを初めとするクエーカー教徒の資金協力があった。
ワシントンは後年、アラバマ州タスキーギに設立された黒人のための職業訓練校の校長に就任した。同校は現在タスキーギ大学に改編された。

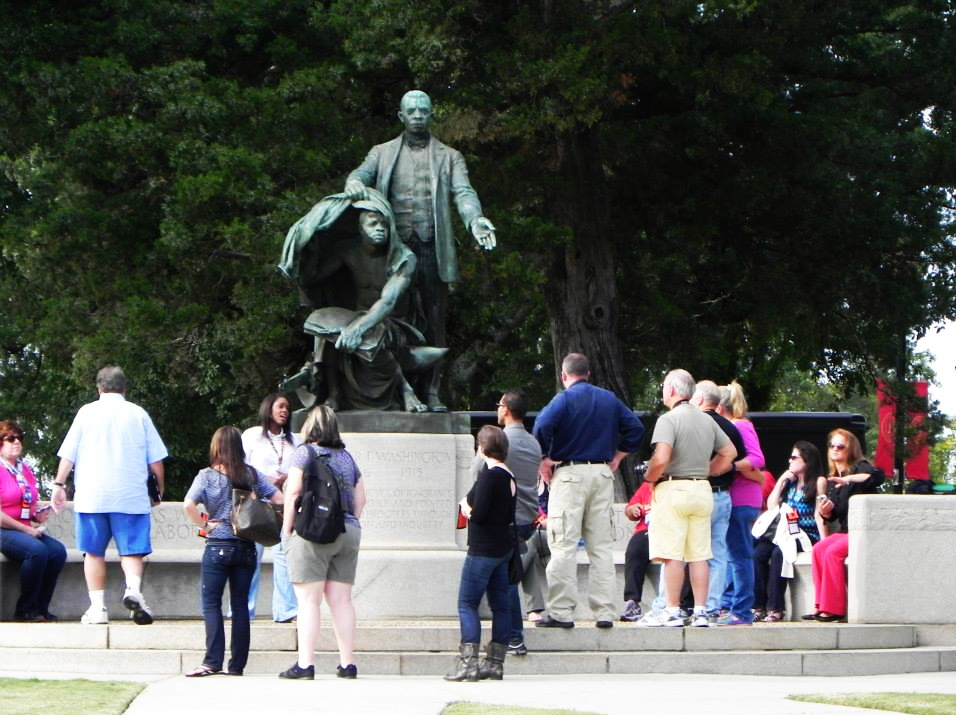
タスキーギ大学は、タスキーギ研究所の国立史跡でもあり、全米および世界中からの訪問者を魅了している。ブッカー・T・ワシントンの有名な「無知のヴェールを取りはらう」像は、彫刻家チャールズ・ケックによってデザインされ、1922年4月5日に公開された。

彼はその当時のアメリカ合衆国における主要な教育者の一人であった。彼はタスキーギで教育を行うためジョージ・ワシントン・カーヴァーを採用した。西アフリカのリベリア共和国にある農業訓練学校ブッカー・T・ワシントン研究所は彼の名から因んでいるが、1929年に同タスキーギの支援で建てられたものである。

## 政治活動
彼は活発な政治活動を行い、政治的な地位への黒人の任命について国会議員や大統領から定期的に意見を聞かれた。彼は多くの白人政治家や名士と交際した。独立独行がアメリカ合衆国における黒人の条件改善の鍵であると彼は考え、黒人達は奴隷制からの解放にそれほど期待することができなかったと主張した。しかしながら黒人達に対する彼の「妥協」し人種隔離を受け入れよ、という助言は、W・E・B・デュボイスのような他の黒人活動家の反感を買った。彼としては、黒人の経済的地位向上と教育の機会均等を優先しており、摩擦を招きやすい政治的要求を避けねばならないと考えて、ジム・クロウ法を公には非難しなかった。しかし、人種隔離に対する提訴へ個人的に資金を寄付したことは注目されるべきである。さらに注目すべき点は、ワシントンとデュボイスの関係は敵対するものだったとするイメージに反して、実際彼らは友人関係にありお互いを尊重しあっていたことである。とは言え、ワシントンに近しい人々は「タスキーギ・マシン」と呼ばれる学閥を形成し、政治的要求を行う黒人を排除していったことは批判されている。

## ヘンリー・H・ロジャーズとの友情
1894年頃にワシントンは、富豪であり財界人のヘンリー・ハットルストン・ロジャーズとの友情を深めた。ロジャーズは小さな町の労働者階級からジョン・ロックフェラーのスタンダード・オイル・トラストのパートナーとなり、世界でも有数の富豪であった。
巨額の資産と商取引に関する評判にもかかわらず、ロジャーズは控えめで寛大な人物であった。ワシントンはロジャーズのオフィスへ頻繁に訪れ、マサチューセッツ州フェアヘーヴンの85部屋を有する大邸宅や、ヨットのカナウァ号への尊敬されたゲストであった。彼らの友情は15年間継続した。
ロジャーズは1909年に完成したバージニアン鉄道の創立者であった。ロジャーズは鉄道完成の数週間前に急死したが、ワシントンは1909年6月に、ウェストバージニアの鉱山からハンプトン・ローズのスーエルズ・ポイントまで瀝青炭を輸送するために建設された新しい鉄道のルートに沿って講演旅行を行った。
ワシントンはロジャーズ個人所有の鉄道車両「ディキシー」に乗り、一週間かけて各地での講演を行った。彼は聴衆に友人のヘンリー・ロジャーズが、新しい鉄道の路線に沿ってアフリカ系アメリカ人にとって人種と景気の関係を改善するために何ができるかを観察する旅行を促したことを話した。それはバージニア州南部とウエストバージニア州における孤立した多くのコミュニティに触れた。
ワシントンは演説をニューポートニューズ、ノーフォーク、サフォーク、ローレンスヴィル、ケンブリッジ、ビクトリア、シャーロット裁判所、ロアノーク、セーレム、そしてヴァージニアとプリンストンのクリスチャンズバーグ、ミューレンズ、ページとウェストバージニアのディープウォーターの順で行った。講演旅行の同行者は、彼らが講演地において強く好意的な歓迎を黒人、白人の両方から受けたと報告した。

## ホワイトハウスへの招待
彼の自叙伝、1901年に出版された『奴隷から立ち上がりて』はベストセラーとなり、彼は大統領のゲストとしてホワイトハウスに招待された最初のアフリカ系アメリカ人となった。そのことはセオドア・ルーズベルト大統領のスキャンダルに結びついた。
「考えてみてください。我々は異教徒の奴隷制の中に投げ込まれましたが、我々はキリスト教徒となりました。我々は奴隷制の奴隷小屋のなかに投げ入れられましたが、我々はアメリカ市民となりました。我々は音を立てる鎖を手首につながれて奴隷制に投げ込まれましたが、我々は自らの手で投票を行いました...奴隷制による虐待と道徳的な誤りにもかかわらず、地球上のどの地域における黒人よりも我々は物質的に、知的に、道徳的に、宗教的に強くて恵まれた状態にあります。」 - 『奴隷から立ち上がりて』

## 栄誉
彼はアメリカ合衆国の社会への寄与に関して、ハーバード大学とダートマス・カレッジから1956年4月5日に名誉学位を与えられた。バージニア州ハーディの彼の生家は国の記念物に指定された。さらに、初のアフリカ系アメリカ人を記念する硬貨として彼の肖像が刻まされた50セント硬貨が1946年から1951年まで発行された。1940年4月7日に彼を記念する切手が発行され、それはアメリカ郵政史上初のアフリカ系アメリカ人を描いた切手となった。

## 著作
- 『黒人の目覚め』 - The Awakening of the Negro, The Atlantic Monthly, 78 (September, 1896).
- 『黒人の場合』 - The Case of the Negro, The Atlantic Monthly, 84 (November, 1899).
- 『奴隷から立ち上がりて』 - Up from Slavery: An Autobiography (1901) - ISBN 0451527542
- 『アトランタ協定』 - The Atlanta Compromise (1895)